# THE BOOM 2
『THE BOOM 2』（ザ・ブーム・ツー）は、日本の音楽グループであるTHE BOOMが1997年1月22日に発表した2枚目のベスト・アルバム。

## 解説
1992年9月21日発表『THE BOOM』以来、約4年半ぶりに発表されたベスト・アルバム。
1993年から1996年までのワールドミュージックを下地として製作されたアルバム三部作からシングル発売されたものを中心に収録。
ジャケットは赤を基調としたものとなっているが、かつて元ビートルズのジョージ・ハリスン選曲でグループ解散後の1973年に発表した2種類のベスト盤（一方は赤を基調としたジャケット、もう一方は青を基調としたジャケット。、各々「赤盤」・「青盤」の愛称で親しまれている）にちなんでいる。
なお、THE BOOM版の「青盤」はこの2ヶ月後に発売された。
ジャケット写真はTHE BOOMメンバー以外、もう一人写っているが、THE BOOMと全く関係のない人物。

## 収録曲
1. YOU'RE MY SUNSHINE
2. 真夏の奇蹟
3. berangkat－ブランカ－
4. 風になりたい
5. 月さえも眠る夜（'97 MIX）
6. carnaval－カルナヴァル－
7. TOKYO LOVE
8. Call my name
9. Samba de Tokyo
10. TIMBAL YELÉ
11. 手紙

## 演奏
- 宮沢和史：Vocal, Guitar, Percussion, Programming
- 小林孝至：Guitar, Charango, Percussion, Chorus
- 山川浩正：Bass, Percussion, Chorus
- 栃木孝夫：Drums, Percussion, Chorus